# Даций, Яна Святославовна
Яна Святославовна Даций (род. 15 августа 2001, Красноярск) — российская волейболистка, либеро.

## Биография
Начала заниматься волейболом в 7-летнем возрасте в ДЮСШ № 10 города Красноярска у тренера И. В. Толщиной. В 2017 была принята в СШОР «Енисей», а в 2018 — в молодёжную команду ВК «Енисей». С 2019 выступает и за основную команду красноярского клуба в суперлиге чемпионата России. В 2020 в составе «Енисея»-2 стала победителем розыгрыша Кубка Молодёжной лиги. Обладатель Кубка Сибири и Дальнего Востока 2021.  

### Клубная карьера
- 2018—2021 —  «Енисей»-2 (Красноярск) — молодёжная лига;
- с 2019 —  «Енисей» (Красноярск) — суперлига.

## Достижения

### Клубные
- победитель розыгрыша Кубка Сибири и Дальнего Востока 2021.
- победитель розыгрыша Кубка Молодёжной лиги 2020.

### Индивидуальные
- 2020: лучшая либеро розыгрыша Кубка Молодёжной лиги.